# Boldina
La boldina è un alcaloide estratto dalle foglie del Peumus boldus (Monimiaceae) e presente anche nella Lindera aggregata. La boldina pura cristallizzata provoca un aumento della secrezione biliare superiore di cinque volte al volume secreto normalmente. Esplica un'intensa azione ipotensiva nel cane vagotomizzato.

## Indicazioni terapeutiche
In passato estratti di boldo erano impiegati come coleretici; oggi trova ancora limitato impiego in preparazioni orali ad azione lassativa, in associazione con altri farmaci ed è oggetto di studi per le proprietà antiossidanti.